# Marijan Petrow
Marijan Petrow, bułg. Мариан Георгиев Петров (ur. 14 września 1975 w Wielkim Tyrnowie) – bułgarski szachista, arcymistrz od 2010 roku.

## Kariera szachowa
W 1991 zdobył tytuł mistrza Bułgarii juniorów do 16 lat, natomiast w 1993 – do 18 lat. W 1993 reprezentował Bułgarię na rozegranych w Bratysławie mistrzostwach świata juniorów do 18 lat, dzieląc IX miejsce. Wielokrotnie startował w finałach indywidualnych mistrzostw kraju, największy sukces odnosząc w 2002 w Bankji, gdzie zdobył tytuł mistrza Bułgarii. W swoim dorobku posiada jeszcze jeden medal, zajmując w 2001 w finałowym turnieju III miejsce. W 2002 reprezentował narodowe barwy na szachowej olimpiadzie w Bledzie, był również dwukrotnym uczestnikiem drużynowych mistrzostw Europy (2001, 2003 – w drugiej reprezentacji kraju).
Normy na tytuł arcymistrza wypełnił w latach 2007 (w San Sebastián, dz. I m. wspólnie z Jakubem Czakonem, Zbigniewem Paklezą, Kevinem Spraggettem i Reynaldo Verą) oraz 2010 (dwukrotnie dz. I m. w Charkowie, w jednym turnieju wspólnie z Ołeksandrem Nosenko, a w drugim – wspólnie z Michaiłem Simancewem).
Odniósł szereg sukcesów w turniejach międzynarodowych, m.in.:
- 1998 – I m. w Umeå, II m. w Norrköping,
- 2000 – dz. I m. w Tetewen,
- 2001 – I m. w Płowdiwie, I m. w Wielkim Tyrnowie, I m. w Gausdal, I m. w Panormo, dz. I m. w Kawali (wspólnie z Michalem Krasenkowem), dz. II m. w Stambule (mistrzostwa państw balkańskich, za Wasylem Spasowem, wspólnie z Dejanem Bożkowem),
- 2002 – I m. w Nikei,
- 2003 – dz. I m. w Rochefort (wspólnie z m.in. Jurijem Sołodowniczenko),
- 2004 – dz. I m. w Brumath (wspólnie z m.in. Julianem Radulskim),
- 2005 – I m. w Créon,
- 2006 – dz. I m. w Le Touquet (wspólnie z Władimirem Jepiszynem i Władimirem Burmakinem),
- 2007 – dz. I m. w Lyonie (wspólnie z Vladimirem Donceą(inne języki)),
- 2009 – dz. I m. w Selestat (wspólnie z Vladimirem Donceą), dz. I m. w Tromsø (wspólnie z Moniką Soćko, Emanuelem Bergiem i Rayem Robsonem),
- 2010 – dz. I m. w Błagojewgradzie (wspólnie z m.in. Ewgenim Janewem i Kiriłem Georgiewem), dz. I m. w Salonikach (wspólnie z Krumem Georgiewem, Daniele Vocaturo i Barisem Esenem),
- 2012 – dz. I m. na Malcie (wspólnie z Bartłomiejem Heberlą).

Najwyższy ranking w dotychczasowej karierze osiągnął 1 września 2010, z wynikiem 2549 punktów zajmował wówczas 13. miejsce wśród bułgarskich szachistów.